# 闽侯专区
闽侯专区（1949年－1950年称第四专区、林森专区），中华人民共和国福建省已撤销的专区，在今福建省中部偏东。
1949年设第四专区（林森专区），专署驻林森县尚干镇。辖林森、闽清、永泰、长乐、福清、平潭、连江、罗源8县。1950年，林森县恢复原名闽侯县，第四专区改称闽侯专区。1952年下半年，设马尾特别区（又称闽江港口特别区），甲等县建制；1953年6月，撤销，复隶闽侯县。1956年，撤销闽侯专区；闽侯县改由省直辖；将罗源、连江、长乐3县划归福安专区；福清、平潭、永泰3县划归晋江专区；闽清县划归南平专区。1959年，恢复闽侯专区，专署驻闽侯县。辖原属福州市的闽侯县；福安专区所属长乐、连江2县；晋江专区所属永泰、平潭、福清3县；南平专区所属闽清县。专区辖7县。
1962年，将连江县划归福州市。1963年，原南平专区所属古田、屏南2县及原福州市所属罗源、连江2县划入闽侯专区。专区辖10县。1970年，专署迁驻莆田县（今莆田市）；原属晋江专区的莆田、仙游2县划入闽侯专区；古田、屏南、罗源、连江4县划归福安专区。辖8县。1971年，撤销闽侯专区，改置闽侯地区，后改名莆田地区。